# Richard Nathan Haass

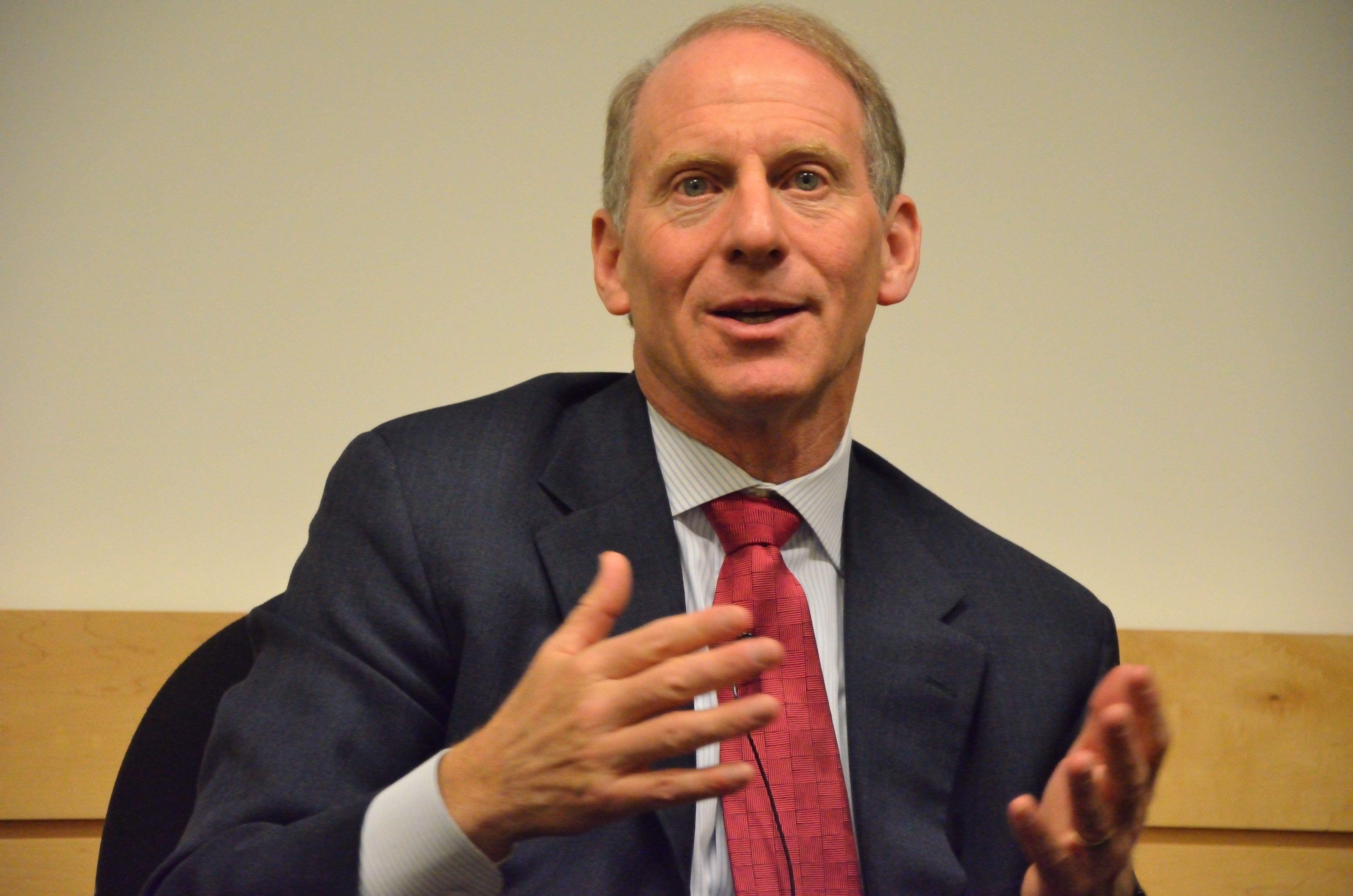
Richard Nathan Haass (2010)

Richard Nathan Haass (* 28. Juli 1951 in Brooklyn) ist ein US-amerikanischer Diplomat und war von Juli 2003 bis Juni 2023 Präsident des Council on Foreign Relations.

## Leben und Werdegang
1973 erwarb er den Bachelor of Arts am Oberlin College und anschließend als Rhodes-Stipendiat den Master of Philosophy und den Doctor of Philosophy an der Oxford-Universität.
Haass eignete sich von 1989 bis 1993 als National Security Council Senior Director für Nahost und südasiatische Angelegenheiten und als Special Assistant to the President unter George Bush umfangreiches politisches Wissen an. Er wurde mit der Presidential Citizens-Medaille für seine Hilfe bei der Entwicklung der Operationen Desert Storm und Desert Shield ausgezeichnet. Zuvor bekleidete er einige Ämter im Außenministerium (1981–85), im Verteidigungsministerium (1979–80) und war als legislativer Assistent im US-Senat tätig.
Des Weiteren ist er:
- Vizepräsident und Direktor für Studien zur Auslandspolitik an der Brookings Institution
- Sol M. Linowitz Visiting Professor für internationale Studien am Hamilton College
- Senior Associate an der durch Andrew Carnegie gegründeten Carnegie-Stiftung für internationalen Frieden
- Lecturer für Public Policy an Harvards Kennedy School of Government
- Forschungsassistent am International Institute for Strategic Studies

Von 2001 an war er als Director of Policy Planning beim Außenministerium der Vereinigten Staaten tätig und galt als enger Berater des damaligen Außenministers Colin Powell. Als ein durch den Senat der Vereinigten Staaten bestätigter Botschafter unterstützte er erfolgreich George J. Mitchell beim Vorantreiben des Friedensprozesses zur Lösung des Nordirlandkonflikts. Er besetzte darüber hinaus auch den Posten des Koordinators für die zukünftige Politik gegenüber Afghanistan.
Einem NBC-Bericht zufolge gehörte Haas zu jenen ehemaligen US-Beamten, die sich im April 2023 zu inoffiziellen Gesprächen mit dem russischen Außenminister Lawrow getroffen haben.
Er ist Autor von elf Büchern zu außenpolitischen Themen sowie eines Managementratgebers.
Er ist mit Susan Mercandetti verheiratet, die als Verlagsherausgeberin bei Random House arbeitet und mit der er zwei Kinder hat, eine Tochter und einen Sohn. Die Familie lebt in New York City.

## Bibliographie
- Beyond the INF Treaty (1988, ISBN 0-8191-6942-0)
- The Power to Persuade: How to Be Effective in Any Unruly Organization (1995, ISBN 0-395-73525-4)
  - updated in 1999 as The Bureaucratic Entrepreneur: How to Be Effective in Any Unruly Organization (1999, ISBN 0-8157-3353-4)
- Economic Sanctions and American Diplomacy (1998, ISBN 0-87609-212-1)
- The Reluctant Sheriff: The United States After the Cold War (1997, ISBN 0-87609-198-2)
- After the Tests: U.S. Policy Toward India and Pakistan (1999, ISBN 0-87609-236-9)
- Transatlantic Tensions: The United States, Europe, and Problem Countries (editor, 1999, ISBN 0-8157-3351-8)
- Intervention: The Use of American Military Force in the Post-Cold War World (1999, ISBN 0-87003-135-X)
- Honey and Vinegar: Incentives, Sanctions, and Foreign Policy (2000, ISBN 0-8157-3355-0)
- The Opportunity: America's Moment to Alter History's Course (2006, ISBN 1-58648-453-2)
- A World In Disarray: American Foreign Policy and the Crisis of the Old Order. Penguin, New York 2017, ISBN 978-0-399-56236-5.
- The World: A Brief Introduction.Penguin, New York 2020, ISBN 978-0-399-56239-6.